# Grabación de audio de realidad 360
La grabación de audio de realidad 360, una de las nuevas tecnologías surgidas el siglo XXI, es una forma de grabación de audio que capta y reproduce la noción espacial. Este se basa en la escucha binaural humana, que permite al sistema auditivo localizar la fuente sonora, para facilitar la transmisión sonora en 360° (también llamada grabación de "audio en 3D").
De este modo, el oyente puede ubicar la procedencia y dirección del sonido del audio que está escuchando cuando este se grabó, tomando como punto de referencia el instrumento a través del cual se grababa. Esto crea un paralelismo entre el oyente y el micrófono. Es decir, sitúa el primero en el lugar del segundo, cómo si este lo sustituyera. La única diferencia es que en vez de captar el sonido, el usuario el escucha e interpreta.
Este tipo de grabación de audio y música necesita unos aparatos de grabación capaces de captar la característica espacial, así como aparatos de reproducción, que a pesar de que no tienen que disfrutar de características concretas (pueden ser los auriculares habituales), su calidad de experiencia y de la localización espacial sí que es directamente proporcional a su calidad en referencia a la reproducción sonora.

## Aparatos de grabación
Los dispositivos de grabación de audio de realidad 360 no necesitan ningún software concreto, a pesar de que algunos de los fabricantes de este tipo de micrófonos de grabación los ofrezcan. Estos aparatos permiten definir la localización auditiva horizontal (diferentes grados laterales entre izquierda y derecha), vertical (diferentes grados arriba y abajo), y la lejanía (diferentes niveles de proximidad) respecto al oyente.
Algunos de los aparatos de grabación de audio de realidad 360 son, entre otras:
1. 8 Capsule Spatial Mic, de Voyage Audio[4]
2. 360 Microphone for 3D Audio Recording in VR, de VRTonung[5]
3. KU 100 Dummy Head, de Neumann[6]
4. RØDE NT-SF1, de Ruedo[7]
5. ZYLIA PRO, de Zylia[8]
6. Free Space Pro II Binaural Microphone, de 3Dio[9]

De este modo, al grabar el sonido o fragmento musical, se mapea esta información (tonalidad, textura, intensidad, volumen, etc. del sonido) en un espacio esférico. Esto, es un adelanto importante respecto al stereo, el sistema utilizado habitualmente y que quizás en un futuro se podría ir reemplazando por este, y el surround sound. Las características del sonido registradas, tales como la distancia y ángulo, permitirán entonces reproducir la música tal como los artistas lo habían imaginado y creado.

## Aparatos de reproducción
A pesar de que no se necesitan unos dispositivos especializados para reproducir este tipo de grabaciones, hay algunas empresas que han iniciado el desarrollo de auriculares específicos que pretenden mejorar la calidad en referencia a la ubicación espacial. Estos aparatos más especializados y concretos han visto la luz sobre todo con el lanzamiento al mercado por parte de la compañía Sony de varios productos basados en las técnicas de grabación de audio de realidad 360.
Algunas de las dos grandes empresas que han empezado a comercializar artículos tecnológicos de estas características, entre otros, son:
1. Sony
2. Dolby

De estas dos marcas, Sony los mercantiliza bajo el concepto "360 Reality Audio" (del inglés "Audio de realidad 360") y Dolby bajo "Dolby Atmos" o "Music Dolby Atmos, 360 Reality Audio", estableciendo así el convenio de cómo se ha empezado a denominar esta nueva realidad "360 Reality Audio".
Hay que destacar que, en el caso de altavoces, es aconsejable tener un dispositivo compatible con este nuevo formato, puesto que el origen del sonido proviene de una fuente muy alejada al oído, que no permite una localización sonora demasiado clara.

## Audio de realidad 360 Sony
Esta empresa no solo ha creado productos materiales basados en esta nueva tecnología, sino que ha generado un nuevo formato de audio partiendo de sus bases. La compañía trabaja con varios sellos discográficos de relevancia, entre ellos Sony Music Entertainment, Universal Music Group y Warner Music Group; plataformas de reproducción en línea y otras corporaciones relacionadas con la música.
El formato se basa en la tecnología de audio espacial partiendo del objeto de Sony, que desde 2019 ha adquirido plataformas de streaming colaboradoras y productos compatibles, cómo los que ya se han visto. Este nuevo tipo de audio pretende situar al oyente en el estudio de grabación o concierto en el cual se podría estar llevando a cabo la interpretación de lo que escucha.
El Audio de realidad 360 Sony se ha construido utilizando el estándar de Audio MPEG-H 3D abierto, que ha sido optimizado para la reproducción musical. Admite hasta 64 canales de salida y permite hacer uso de diferentes métodos de codificación de audio. Cómo en la grabación de audio de realidad 360, los ingenieros pueden mapear y ubicar cualquier clase de sonido, incluyendo voces e instrumentación, incluso una audiencia en directo, en cualquier punto del espacio esférico 360 y controlar varios parámetros.
Además, la empresa ha añadido capacidades de transmisión de vídeo al audio de realidad 360 Sony y ha desarrollado un software de creación de contenido denominado "360 Reality Audio Creative Suite".
Algunas de las plataformas en que se puede escuchar este tipo de audio son:
1. Deezer (que ha hecho el lanzamiento de "360 Sesiones")
2. Tidal
3. Amazon Music HD
4. nugs.net

## Artistas que utilizan el audio de realidad 360
Hay varios artistas que ya han utilizado estas innovaciones recientes, después de que sus creaciones y antiguas canciones hubieran pasado por un periodo de pruebas en el cual han sido mezcladas y optimizadas para el servicio, que no requiere que los usuarios tengan ningún tipo de software o hardware adicional para poder utilizarlo. Una de los músicos que pasó por este proceso fue Alicia Keys en Amazon Music (que se ha asociado con Sony para poder disfrutar de esta tecnología). La cantante y compositora afirmó: "Crear estas "mezclas de audio espacial" ha sido una revelación de momentos inolvidables- pequeños detalles que definen una canción, pero que al final suelen quedar escondidos en la mezcla. Estoy muy orgullosa de los resultados.", haciendo referencia al conjunto de olas sonoras (resultantes de resonancias; gestos inevitables de los creadores, a menudo accidentales; etc.) que se escapan al público muy a menudo, o, al menos, no  llegan con la misma fuerza ni del mismo modo en el cual lo han vivido los propios artistas y que, por lo tanto, pretenden transmitir.
Otros músicos que han partido de esta técnica para reformular su contenido han sido Pink Floyd (también en la plataforma de streaming Amazon Music), Coldplay, o Zara Larsson, entre otros.

## Uso del audio de realidad 360 en España
En Cataluña ha habido artistas que también se han basado en la tecnología del audio en 360° como fuente de inspiración por sus álbumes. Un ejemplo de esto son los conciertos de Nico Roig de su disco de abril de 2020 "Yo siempre sueño que sí".  Estos son conciertos en formado 3D con sonido binaural en los cuales el micrófono tiene la forma de la cabeza de una persona, porque de este modo los artistas puedan saber donde se tienen que situar para tocar y los espectadores puedan entender el paralelismo entre lo que ven y lo que sienten, puesto que estos escuchan los conciertos a través de auriculares. Así es como el público se pone en el lugar del autor mientras escribía el álbum.